# 火山弧

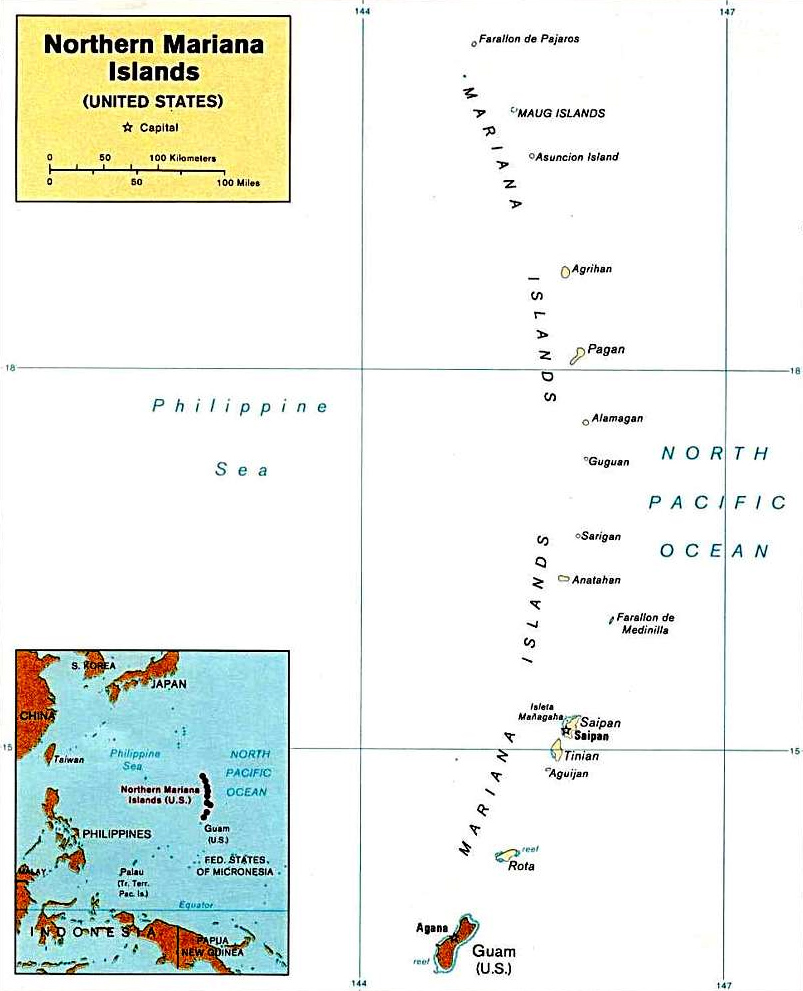
馬里亞納群島

火山弧（英语：Volcanic arc）為链状的火山群，形成於隱沒板塊之上。成群的火山在海上形成火山弧。通常，較重的板塊隱沒到另一個板塊之下時噴出岩漿形成與隱沒帶平行的火山群島或山脈。隱沒的板塊飽含水、揮發物，因此能降低地函的熔點。當海洋板塊隱沒時，隨著深度與壓力不斷的增加，使得板塊釋出水或流體進到地函，地函熔融並在地底深處形成岩漿，之後岩漿上升噴發至地表形成平行於海溝的火山弧。
熱點跟火山弧有所不同，熱點的形成通常是在板塊中間而非板塊與板塊交界處，並且是一個接著一個產生的。熱點在地質學上是指地球表面長期歷經活躍的火山活動的地區。熱點的火山鏈是板塊緩慢地移動時經過地表下一個「固定的」熱點而形成的。熱點被認為是一股較熱的、狹窄的上部地函向上進行對流而形成的，這稱為「熱柱」（英语：mantle plume）。地質學家也確認出了全球40到50個熱點，最活躍的熱點包括夏威夷、留尼旺、黃石、加拉巴哥群島、冰島等地。
兩種火山弧 :
1. 島弧（英語：Island arc）: 海洋地殼隱沒到相鄰的海洋地殼之下所形成的火山島弧。
2. 陸弧（英語：Continental arc）: 海洋地殼隱沒到相鄰的大陸地殼之下所形成的弧形山帶。

在某些情況下，以上兩種火山弧會同時出現在同個隱沒帶上，一部份板塊隱沒到海洋地殼下，一部分隱沒到大陸地殼下。
活動的火山弧前緣帶是火山作用的發生地點。經過幾百萬年，活動前緣和海溝間的距離可能會增加，並且增加它的寬度。
注：人们常常把火山弧和島弧搞混。火山弧是一系列的火山，但不一定在海上；島弧是一系列的島，但不一定都是火山。

## 岩石學
在隱沒地區，從隱沒板塊流失的水（包括上覆的地函部分熔融和低密度鈣鹼岩漿）上升侵入上覆的岩石圈 , 這導致弧火山有較多的矽質玄武岩（英語：tholeiite）。這水分的流失是因為綠泥石在約深度40~60公里處發生脫水作用，這就是為什麼火山弧一定會跟隱沒帶保持一定的距離。因為綠泥石的破壞總是發生在同樣的深度，所以海溝和火山弧的距離是依據隱沒板塊的傾斜角度，角度越斜，距離越近。
海溝是地表上隱沒板塊和上覆板塊的交界處，海溝是由相對密度大的隱沒板塊向下拉入地底。多重地震隨著隱沒板塊在地底下的深度增加而有更深的地震位置，而此地震帶稱為班尼奧夫帶（英語：Wadati-Benioff zone），當板塊到達深度約100公里時，火山弧形成。

## 例子
- 島弧︰太平洋西面的馬里亞納群島；大西洋西面的小安地列斯群島。
- 陸弧︰北美洲西面的喀斯喀特山脈；南美洲西面的安第斯山脈。
- 島弧和陸弧︰太平洋北面的阿留申群島和阿留申山脈；鄂霍次克海的千島群島和堪察加半島。

## 相關搜尋
- 島弧
- 火山岛
- 弧後盆地